# Аеродром Лондон-Гетвик
Аеродром Гетвик (енгл. London Gatwick Airport; IATA: LGW, ICAO: EGKK) је други најпрометнији аеродром у Лондону и у Уједињеном Краљевству после аеродрома Хитроу. У 2008. години је био 28. аеродром у свету по броју путника, са 34.205.887 људи који су прошли кроз аеродром.
Гетвик се налази 47 km јужно од Лондона. С обзиром на то да чартер и лоу-кост компаније углавном не користе аеродром Хитроу, многе од њих користе Гетвик као базу за Лондон и југоисток Енглеске. Од 1977. до 2007. многи летови између Велике Британије и САД су, услед Бермуда II споразума, уместо преко аеродрома Хитроу обављани преко овог аеродрома. Гетвик је хуб (база) за Бритиш ервејз, Аер Лингус, Изиџет и Верџин Атлантик, као и за многе чартер авио-превознике.

## Терминали
Аеродром Гетвик има два терминала, јужни и новији северни. Оба терминала су у потпуности прилагођена особама са инвалидитетом, а богати су ресторанима и дјути-фри продавницама.

### Јужни терминал
Најстарији део данашнњег јужног терминала саграђен је између 1956. и 1958. године. Проширен је 1961. године, а обнављан крајем седамдесетих и почетком осамдесетих година прошлог века.
Године 2000. је извршено велико проширење у чекаоници за међународне одласке, а 2005. је проширен и реновиран простор за преузимање пртљага, чиме је дупло повећан. У мају 2008. су поново реновирани међународни одласци и унапређен је безбедносни систем на другом спрату терминала.
Јужни терминал углавном користе лоу-кост компаније. Многи већи авио-превозници су се преместили на северни терминал.

### Северни терминал
Изградња северног терминала је започета 1983. године и представљала је највећи грађевински подухват у том делу Енглеске у осамдесетим годинама двадесетог века. Нови терминал је коштао 200 милиона фунти, а отворен је 1988. године од стране краљице Елизабете II. Северни терминал је неколико пута прошириван. 1991. године је додат други мост за авионе, 1994. је отворена чекаоница за међународне одласке (проширена је 2001. године), а у 2005. је завршен још један мост за авионе, Мост 6, који је проширио капацитет терминала за још 11 летелица.

## Авио-компаније и дестинације
Северни терминал
| Авио-компаније         | Дестинације &#13; |
| ---------------------- | --- |
| Адрија ервејз          | Љубљана |
| Ер Саутвест            | Њуквеј, Плимут |
| Атлас Блу              | Фес, Маракеш, Тангер |
| Бритиш ервејз          | Аликанте [до 25. октобра], Амстердам, Анталија, Антигва, Барбадос, Барселона [до 24. октобра], Бари, Бермуди, Болоња, Бордо, Каљари, Катанија, Дубровник, Единбург, Фаро, Женева [сезонски], Ђенова, Гибралтар [до 24. октобра], Глазгов - Интернешенел, Гренада, Ибиза [до 30. септембра], Инзбрук [сезонски] [од 25. октобра], Измир, Џерзи, Кингстон, Краков [до 25. октобра], Луксембург, Мадрид [до 24. октобра], Малага [до 24. октобра], Мале [од 25. октобра], Малта [до 25. октобра], Манчестер, Марсељ, Монтего Беј [од 29. октобра], Напуљ, Њујорк – ЏФК [до 24. октобра], Орландо, Палма де Мајорка [до 25. октобра], Пафос, Пиза, Порт оф Спејн, Приштина, Пунта Кана [од 26. октобра], Рим – Фјумићино, Салцбург, Шарм ел Шеик [од 25. октобра], Свети Китс, Света Лусија, Тампа, Солун, Тирана, Тобаго, Тунис, Турин, Варна [сезонски], Венеција – Марко Поло, Верона |
| Брисел ерлајнс         | Брисел |
| Сајпрус Теркиш ерлајнс | Даламан |
| Даало ерлајнс          | Џибути |
| Делта ер лајнс         | Синсинати / Северни Кентаки [до 29. августа] |
| Изиџет                 | Ајачо [сезонски], Аликанте, Амстердам, Аресифе, Атина, Базел/Милхауз, Бастија [сезонски], Бодрум [сезонски], Крф [сезонски], Даламан [сезонски], Фаро, Фуншал, Женева, Гибралтар, Гренобл, Хелсинки, Хераклион [сезонски], Хургада, Инзбрук, Ларнака [сезонски], Лас Палмас де Гран Канарија, Малага, Малта, Миконос [сезонски], Палма де Мајорка, Пафос, Родос [сезонски], Салцбург, Санторини [сезонски], Шарм ел Шеик, Софија, Тенерифе - југ, Валенсија, Цирих |
| Изиџет Швајцарска      | Базел/Милхауз, Женева |
| Емирати                | Дубаи |
| Катар ервејз           | Доха |
| Томсон ервејз          | Лето – Агадир, Алгеро, Аликанте, Анталија, Аресифе, Аруба, Бастија, Боа Виста, Бодрум, Бургас, Калви, Канкун, Катанија, Канија, Крф, Козумел, Даламан, Дубровник, Фаро, Фигари, Фуертевентура, Фуншал, Ђирона, Хераклион, Олгин, Хургада, Ибиза, Измир, Кавала, Кефалонија, Кос, Ла Палма, Ларнака, Лас Палмас де Гран Канарија, Луксор, Малага, Малта, Марса Алам, Менорка, Момбаса, Монастир, Монтего беј, Митилен, Напуљ, Орландо – Санфорд, Палма де Мајорка, Пафос, Пиза, Превеза, Пуерто Плата, Пула, Пунта Кана, Реус, Родос, Сал, Салцбург, Самос, Санта Барбара де Самана, Санторини, Шарм ел Шеик, Скијатос, Таба, Тенерифе - југ, Солун, Венеција, Верона, Закинтос Зима – Акапулко, Агадир, Аликанте, Анталија, Антигва, Аресифе, Банџул, Барбадос, Боа Виста, Канкун, Чамбери, Коломбо, Енонтекио, Фаро, Фуертевентура, Фуншал, Женева, Гоа, Гренобл, Олгин, Хургада, Инзбрук, Китила, Куусамо, Ла Романа, Лас Палмас де Гран Канарија, Љубљана, Луксор, Малага, Мале, Марса Алам, Мајами, Момбаса, Монастир, Монтего Беј, Њу Орлеанс, Орландо - Санфорд, Пафос, Пловдив, Пуерто Плата, Пунта Кана, Рованијеми, Салцбург, Шарм ел Шеик, Софија, Таба, Тенерифе – југ, Тулуз, Турин, Вардеро, Верона |

Јужни терминал
| Авио-компаније                | Дестинације &#13; |
| ----------------------------- | --- |
| Ер Лингус                     | Букурешт, Даблин, Ајндховен, Фаро, Ајрланд Вест Нок, Лансароте, Малага, Минхен, Ница [сезонски], Палма де Мајорка [од 30. марта], Тенерифе - југ, Беч, Вилњус, Варшава, Цирих |
| Африкија ервејз               | Триполи |
| Ер Алжери                     | Хаси Месауд |
| ЕрБалтик                      | Рига |
| Ер Еуропа                     | Аресифе, Фуертевентура, Лас Палмас де Гран Канарија, Мадрид, Тенерифе - југ [сезонски] |
| Ер Малта                      | Катанија, Малта |
| Ер Молдова                    | Кишињев |
| Ер Трансат                    | Калгари, Фредериктон, Торонто-Персон |
| Ер Зимбабве                   | Хараре |
| Оригни ер сервисиз            | Гернзи |
| Белавија                      | Минск |
| БХ ер                         | Бургас |
| Булгарија ер                  | Варна |
| Кимбер Стерлинг               | Билунд, Копенхаген |
| Кроација ерлајнс              | Дубровник, Пула, Сплит, Загреб |
| Кубана де авијасион           | Хавана, Олгин |
| Изиџет                        | Алмерија, Атина, Барселона, Белфаст, Берлин, Бијариц [сезонски], Будимпешта, Келн, Копенхаген, Дубровник [сезонски], Единбург, Глазгов, Хамбург [од 2. фебруара], Ибиза [сезонски], Инвернес, Истанбул, Краков, Ла Рошел [сезонски], Лион, Мадрид, Марсељ, Милан-Линате, Милан-Малпенса, Менорка [сезонски], Монпелије, Минхен, Мурсија, Напуљ [сезонски], Ница, Олбија [сезонски], Палермо [сезонски], Пиза, Порто, Праг, Рим, Сплит [сезонски], Солун, Тулуз, Венеција, Беч |
| Еуросиприја ерлајнс           | Ларнака [сезонски] |
| Флајб                         | Абердин, Белфаст, Бержерак [сезонски], Шамбери, Диселдорф, Гернзи, Инвернес, Острво Мен, Џерзи, Лидс, Њукасл, Њуквеј |
| Флајглоубспен                 | Калгари, Даламан [чартер], Хамилтон, Ванкувер |
| Фриберд ерлајнс               | Даламан [сезонски] |
| Гана интернешенел ерлајнс     | Акра, Диселдорф |
| Ајсланд икспрес               | Акјурејри [сезонски], Рејкјавик |
| Картаго ерлајнс               | Монастир [сезонски] |
| Меридијана                    | Фиренца |
| Монтенегро ерлајнс            | Тиват |
| Норвешки ер шатл              | Алборг, Берген, Копенхаген, Осло-Гардермоен, Ставангер, Тромса |
| Онур ер                       | Анталија, Бодрум, Даламан |
| Пегазус ерлајнс               | Даламан |
| Росија                        | Санкт Петербург |
| Рајанер                       | Аликанте, Корк, Даблин, Гирона, Мадрид, Шанон, Стокхолм-Скваста |
| Сага ерлајнс                  | Бодрум [сезонски] |
| Скандинејвијан ерлајнс систем | Берген |
| САТА интернешенел             | Понта Делгада |
| ТАП Португал                  | Фуншал, Лисабон, Порто |
| Томас Кук ерлајнс             | Лето - Агадир, Алмерија, Анталија, Аресифе, Бодрум, Бургас, Калгари, Канкун, Кајо Коко, Крф, Даламан, Фаро, Фуертевентура, Халифакс, Хераклион, Олгин, Хургада, Ибиза, Измир, Каламата, Кефалонија, Кос, Ларнака, Лас Палмас де Гран Канарија, Лемнос, Малта, Менорка, Монастир, Монтего Беј, Монтреал, Напуљ, Олбија, Орландо, Отава, Палма де Мајорка, Пафос, Превеза, Пуерто Плата, Пунта Кана, Реус, Родос, Санторини, Шарм ел Шеик, Скијатос, Сплит, Тенерифе-југ, Солун, Торонто, Ванкувер, Варадеро, Закинтос Зима - Анталија, Аресифе, Банџул, Барбадос, Бреша, Канкун, Калгари, Кајо Коко, Даламан, Фуертевентура, Женева, Гренобл, Олгин, Хургада, Инзбрук, Лас Палмас де Гран Канарија, Луксор, Монастир, Монтего Беј, Пафос, Пуерто Плата, Пунта Кана, Салцбург, Шарм ел Шеик, Софија, Тенерифе-југ, Торонто, Тулуз, Турин, Ванкувер |
| Трансавија. ком               | Ротердам |
| Туркуаз ерлајнс               | Анталија, Даламан |
| Јукреин интернешенел ерлајнс  | Кијев |
| Викинг ерлајнс                | Лето - Банџул, Бастија, Бургас [од 25. маја], Канија, Крф, Даламан [од 4. априла], Фаро, Фуертевентура, Хераклион, Хургада, Каламата, Кефалонија, Кос, Ланцароте, Монастир [од 23. маја], Палма де Мајорка, Пафос, Превеза, Родос, Самос, Шарм ел Шеик, Скијатос, Тенерифе-југ, Закинтос Зима - Шамбери, Женева, Хургада, Луксор, Рованијеми, Шарм ел Шеик, Таба |
| Верџин атлантик               | Антигва, Барбадос, Гренада, Хавана, Кингстон, Лас Вегас, Монтего Беј, Орландо, Сан Хуан [сезонски], Света Луција, Тобаго |

## Инциденти и несреће
- 17. фебруар 1959 — Авион Теркиш ерлајнса типа Викерс Вискаунт на међународном чартер лету срушио се у густој магли код места Њудигејт у округу Сари приликом спуштања ка Гетвику. Приликом пада, авион је ударио у дрвеће, а од 24 људи у авиону, четрнаесторо их је погинуло. Међу преживелима био је и тадашњи турски премијер, Аднан Мендерес.
- 5. јануар 1969 — Боинг 727-113 Аријана Афган ерлајнса, на лету 701 са аеродрома у Франкфурту, ударио је у кућу у месту Фернхил у близини Хорлија, у округу Сари, у условима лоше видљивости. Закрилци нису били подешени тако да авион одржава брзину за слетање. Педесет од 66 особа колико их је било на лету је погинуло, а живот су изгубиле и две особе на земљи.
- 20. јул 1975 — Авион компаније Бритиш ајленд ервејз типа Хендли Пејџ Дарт Хералд био је предмет инцидента на полетно-слетној стази, приликом полетања за Гернзи. Авион је полетео са полетно-слетне стазе 26 након пређених 760 метара и следећих 125 метара је изгледало као да нормално лети док се стајни трап подизао. Међутим, након тога је задњи доњи део авиона ударио у полетно-слетну стазу. Ниједна од 45 особа у авиону није повређена.